# (1838) Ursa
(1838) Ursa est un astéroïde de la ceinture principale.

## Description
(1838) Ursa est un astéroïde de la ceinture principale. Il fut découvert le 20 octobre 1971 à l'observatoire Zimmerwald par Paul Wild. Il présente une orbite caractérisée par un demi-grand axe de 3,22 UA, une excentricité de 0,02 et une inclinaison de 22,0° par rapport à l'écliptique.

## Compléments